# Corydoras haraldschultzi
Corydoras haraldschultzi Knaack, 1962 è un pesce d'acqua dolce appartenente alla famiglia Callichthyidae.

## Distribuzione e habitat
Proviene dai corsi d'acqua di Brasile e Bolivia, più frequentemente su substrati sabbiosi.

## Descrizione
Presenta un corpo compresso sull'addome con bocca e barbigli rivolti verso il basso. La lunghezza massima registrata è di 5,9 cm. La colorazione è prevalentemente rosa-grigiastra, con macchie nere piccole e irregolari che possono formare un reticolo, anche sulle pinne. Queste ultime sono abbastanza ampie, e la pinna caudale è biforcuta. Somiglia a Corydoras sterbai.

## Biologia

### Comportamento
Pacifico, vive in branchi composti da non meno di una decina di esemplari ed occupa prevalentemente il livello inferiore del bacino.

### Alimentazione
È onnivoro.

### Riproduzione
È oviparo e la fecondazione è esterna. Le uova, non più grandi di un paio di millimetri, vengono raccolte dalla madre con le pinne ventrali, fecondate dal maschio e poi abbandonate.

## Acquariofilia
Può essere allevato in acquario.